# ぼっち転生記
『ぼっち転生記』（ぼっちてんせいき）は、ファーストによる日本のライトノベル。小説投稿サイト「小説家になろう」で連載していたが、2015年1月には同サイトの作者のアカウントおよび作品が削除された。2015年11月からはモンスター文庫（双葉社）より刊行されている。イラストは緑川葉。
メディアミックスとして、伊藤いーとによるコミカライズ版が『WEBコミックガンマぷらす』（竹書房）にて2019年10月25日より連載中。

## 登場人物
アッシュ
孤独死した後、田舎貴族の次男として異世界転生する。

## 書誌情報

### 小説
- ファースト（著）・緑川葉（イラスト） 『ぼっち転生記』 双葉社〈モンスター文庫〉、既刊7巻（2019年8月30日現在）
  1. 2015年11月30日発売[3]、ISBN 978-4-575-75064-5
  2. 2016年3月30日発売[5]、ISBN 978-4-575-75080-5
  3. 2016年7月30日発売[6]、ISBN 978-4-575-75096-6
  4. 2016年12月28日発売[7]、ISBN 978-4-575-75116-1
  5. 2017年7月29日発売[8]、ISBN 978-4-575-75134-5
  6. 2017年12月28日発売[9]、ISBN 978-4-575-75179-6
  7. 2019年8月30日発売[10]、ISBN 978-4-575-75250-2

### 漫画
- ファースト（原作）・伊藤いーと（作画）・緑川葉（キャラクター原案） 『ぼっち転生記』 竹書房〈バンブーコミックス〉、既刊6巻（2024年11月7日現在）
  1. 2020年6月26日発売[11]、ISBN 978-4-8019-6992-6
  2. 2021年3月26日発売[12]、ISBN 978-4-8019-7259-9
  3. 2021年10月29日発売[13]、ISBN 978-4-8019-7465-4
  4. 2022年11月7日発売[14]、ISBN 978-4-8019-7910-9
  5. 2023年9月7日発売[15]、ISBN 978-4-8019-8139-3
  6. 2024年11月7日発売[16]、ISBN 978-4-8019-8422-6